# سامي ميخائيل
سامي ميخائيل (بالعبرية: סמי מיכאל)؛ من مواليد 15 أغسطس 1926 – 1 أبريل 2024) كاتب يهودي إسرائيلي عربي، هاجر من العراق إلى إسرائيل في سن 23. منذ عام 2001، شغل سامي ميخائيل منصب رئيس جمعية الحقوق المدنية في إسرائيل (ACRI).
كان سامي ميخائيل من بين الأوائل في إسرائيل الذين طالبوا بإنشاء دولة فلسطينية مستقلة إلى جانب إسرائيل. يكتب سامي ميخائيل في رواياته عن تطلعات ونضالات كل من اليهود والعرب. كان هذا النهج الجديد في الأدب العبري الحديث مثيرًا للجدل ونوقش على نطاق واسع في الجامعات ووسائل الإعلام. حصل سامي ميخائيل على جائزة EMET في عام 2007. يعرّف سامي ميخائيل نفسه ليس على أنه صهيوني، بل كإسرائيلي لإفساح المجال لإدماج جميع المواطنين في إسرائيل.

## الخلفية
وُلِد سامي ميخائيل باسم «كمال شلح»، وكان الولد الأول لعائلة يهودية علمانية كبيرة في بغداد، حيث كان والده تاجرًا. نشأ سامي ميخائيل وتلقى تعليمه في حي مختلط من اليهود والمسلمين والمسيحيين في بغداد. أكمل سامي ميخائيل تعليمه في نظام التعليم اليهودي في بغداد، في مدرسة شماش، وحصل على دبلوم المدرسة الثانوية عام 1945.
في سن الخامسة عشرة، بعد عامين من اندلاع الحرب العالمية الثانية، انضم وسرعان ما أصبح قائدًا لجماعة يسارية (شيوعية) تعمل تحت الأرض ضد النظام القمعي في العراق. كتب سامي ميخائيل لاحقًا عن هذه الفترة من حياته في روايته حفنة من الضباب. بعد فترة وجيزة، عندما كان يبلغ من العمر 17 عامًا، بدأ في كتابة المقالات للصحافة العراقية. أدت أنشطته السياسية إلى إصدار مذكرة توقيف بحقه في عام 1948، وأجبر سامي ميخائيل على الفرار وذهب إلى إيران. وحكمت عليه المحكمة العراقية غيابيا بالإعدام. في إيران، انضم إلى حزب توده الشيوعي. وكان غير قادر على العودة إلى العراق، جاء سامي ميخائيل إلى إسرائيل في عام 1949.
وصل سامي ميخائيل إلى إسرائيل وحده، وبقيت عائلته في العراق، وانضمت إليه لاحقًا عام 1951. في أوائل الخمسينيات من القرن الماضي، غادر غالبية اليهود العراقيين، العراق، وأجبروا على التخلي عن جنسيتهم العراقية. من ناحية أخرى، لا يزال سامي ميخائيل يحمل الجنسية العراقية حتى اليوم، لأنه لم يتنازل عنها رسميًا.
في إسرائيل، تزوجت شقيقته نادية من الجاسوس الإسرائيلي إيلي كوهين. تم القبض على كوهين، جاسوس الموساد، من قبل السلطات السورية بعد تحقيق اختراق رفيع المستوى في الحكومة السورية، وتم إعدامه في عام 1965. زعم سامي ميخائيل أن الموساد حاول في الأصل تجنيده في الخمسينيات من القرن الماضي، ولم يلجأ إلى صهره إلا بعد أن رفضهم.
استقر ميخائيل في حي عربي في حيفا، وادي النسناس. تمت دعوته للعمل في صحيفة من قبل إميل حبيبي. كان سامي ميخائيل اليهودي الوحيد في هيئة تحرير جريدة الاتحاد والجديد (صحيفتا الحزب الشيوعي باللغة العربية)، حيث عمل كمحرر لمدة أربع سنوات. في الوقت نفسه، كان لديه عمود أسبوعي كتب فيه قصصًا ومقالات باسم مستعار «سمير مارد». كانت قصصه، رغم كتابتها بروح «الواقعية الاشتراكية»، مليئة بالسخرية والفكاهة. في عام 1955، بعد خيبة أمله من سياسات الاتحاد السوفيتي، أنهى ارتباطه بالحزب الشيوعي، واختتم عمله في الصحيفتين: «تركت الحزب ولكن ليس المثل العليا للاشتراكية».
عمل سامي ميخائيل عالم هيدرولوجيا في شمال إسرائيل (لمدة 25 عامًا). أكمل دراساته في علم الهيدرولوجيا في المعهد البريطاني (لندن) وتابع دراسة علم النفس والأدب العربي في جامعة حيفا.
في سن ال 45 شرع ميخائيل في مشروع إتقان اللغة العبرية. في عام 1974 نشر روايته الأولى باللغة العبرية، «كل الرجال متساوون - لكن بعضهم أكثر»، عن حياة المهاجرين في مخيمات العبور في إسرائيل في الخمسينيات من القرن الماضي. أصبح عنوان الرواية - شافيم وشافيم يوتر - عبارة مشهورة تصور الكفاح من أجل المساواة بين يهود الدول العربية. فتح هذا الكتاب الباب أمام نقاش عميق حول الفجوات الاجتماعية والاقتصادية في إسرائيل وكذلك حول وضع العرب في إسرائيل.
نشر سامي ميخائيل 11 رواية و 3 كتب غير روائية تركز على الشؤون الثقافية والسياسية والاجتماعية في إسرائيل، و 3 مسرحيات وكتاب للأطفال. تم نشر معظم كتب سامي ميخائيل بواسطة دار النشر عام عوفيد. غادر سامي ميخائيل عام عوفيد في عام 2007 وانتقل إلى داري نشر Kinneret Zmora-Bitan Dvir بعد تلقيه عرضًا جذابًا للغاية، ومنحه راتبًا شهريًا ثابتًا. كتابه الأول الذي نشر معهم كان عايدة. كتب سامي ميخائيل أيضًا العديد من المقالات والأبحاث. جعلت كتاباته ونشاطه الاجتماعي والسياسي اسمًا مألوفًا في إسرائيل. لم يكن سامي ميخائيل أبدًا مؤلفًا للمؤسسة، مما يعني أنه لم يستمتع بالمساعدة الترويجية أو المالية.
تبرز مدينتان في العديد من روايات سامي ميخائيل. تقع أحداث «فيكتوريا»، «العاصفة بين النخيل»، «حفنة من الضباب» و«عايدة»، في مسقط رأسه بغداد، «وملجأ»، و«بوق في الوادي»، و«الماء يعانق الماء»، و«نبيلة» في حيفا، مدينته التي تبناها. كتب سامي ميخائيل عن مغادرته العراق ووصوله إلى حيفا عندما كتب عن أول يوم له في حيفا بإسرائيل:
في عام 1982، غادر حيفا لمدة 10 سنوات، وانتقل إلى بلدة معلوت الريفية، شمال الجليل، على منحدر التل المطل على واد. ومن هنا كتب رواية «الشياطين البنية» عن نبات الوبر الصخري الذي كثيرًا ما كان يسرق ثمار حديقته المعتنى بها جيدًا. في عام 1992 عاد سامي ميخائيل إلى حيفا.
طريق سامي ميخائيل - «الرجل تاج الخلق» (الطريقة الأدبية) - طريق في وادي النسناس، حي عربي في حيفا، سمي على اسم سامي ميخائيل عام 2002. المقتطفات الأدبية من رواياته مكتوبة على طول جدران الطريق باللغتين العبرية والعربية. كرس ميخائيل ثلاث روايات لوادي نسناس منها: «بوق في الوادي».
في عام 2008، تم تعيين سامي ميخائيل كعضو فخري في أكاديمية اللغة العربية في إسرائيل.
في عام 1987، عينت محكمة العدل العليا الإسرائيلية سامي ميخائيل كمحكم للبت في مسألة التعليم والتعددية الثقافية. تم تغطية الموضوع على نطاق واسع في الصحافة، وكان قراره سابقة في إسرائيل لا تزال قائمة.
سامي ميخائيل هو رئيس مجلس آشي - مجلس الفنانين العراقيين في إسرائيل. كان أحد العاملين في المجلة اليهودية الفصلية في لندن.
في عام 1998، استضاف سامي ميخائيل سلسلة من 13 جزءًا على قناة التليفزيون التعليمي حول الأدب العالمي، حيث أشرك الكتاب والباحثين والعلماء في مناقشة حول روائعهم الأدبية المفضلة.
تم إنتاج عدد من الأفلام والبرامج الوثائقية عن سامي ميخائيل. سامي ميخائيل مرشح لجائزة نوبل للآداب.
في عام 2013، تم تشكيل جمعية سامي ميخائيل بهدف الحفاظ على تراث سامي ميخائيل. اعتبارًا من عام 2017، يمنح القسم غير الربحي الأفراد «الذين يعملون من أجل المجتمع فيما يتعلق بتقليص الفجوات وتوفير فرص متساوية، بروح مفهوم التراث للمؤلف سامي سامي ميخائيل، مع التركيز على المحيط الاجتماعي والجغرافي.» ومن الفائزين بالجائزة شولا مولا ويواف لالوم ونتا القيام وابتسام مرعانا.

## الكتابة
لغة سامي ميخائيل الأم هي العربية. استغرق الأمر منه حوالي 15 عامًا للانتقال من الكتابة من العربية إلى العبرية. لقد عرّف التبديل بأنه «معجزة»:
«عندما ظهرت«فيكتوريا» في القاهرة، كتبت في المقدمة أن هذه رواية عربية مكتوبة بالعبرية. لقد اعتبرتها مجاملة».
كتب روايته الأولى باللغة العربية التي نالت جائزة الحزب الشيوعي. عند مغادرته الحزب، تنازل عن نشر الكتاب. رامياً النسخة المكتوبة بخط اليد بعيدًا، أفكار غير محدودة.
حدد سامي ميخائيل ساعات للكتابة: مرتين في اليوم - في الصباح وبعد الظهر. أثناء الكتابة، يقطع اتصاله بكل شيء. ليس لديه هاتف في مكتبه حيث يكتب. يصر على إنهاء الرواية في نفس الغرفة التي بدأ فيها الرواية. بدأ يكتب فيكتوريا في كوخ حديقته في معلوت، وعندما باع المنزل وعاد إلى حيفا، لم يكمل كتابه، طلب من المشتري السماح له بالاستمرار في العيش هناك حتى انتهى من كتابة فيكتوريا -ودفع إيجاره كاملاً.
هو لا يظهر عمله أثناء الكتابة، ولا حتى فصلًا لأحد. كما أنه لا يتشاور مع أي شخص. "الكاتب الجيد معروف ليس فقط بالكتابة الجيدة ولكن أيضًا في قدرته على التخلص من دون رحمة ومحو وترك نص خالص". "في نهاية العملية - ما يقرب من ثلاث سنوات من بداية الكتاب، ستتم طباعته. إنه لا يُظهر خط يده غير المكتمل، ولا حتى لمحرره. هنا هو المكان الذي يتحد فيه العناد وفرحة الإنشاء ليصبح قرارًا واحدًا محددًا، مع ترك الكلمة الأخيرة لسامي ميخائيل في جميع الأوقات.
يتجاهل الرواية بأكملها في الغالب ويبدأ في الكتابة مرة أخرى. كتب رواية الماء يعانق الماء على مدار 20 عامًا، وكانت النسخة التي نُشرت أخيرًا هي النسخة الثامنة. خلال هذا الوقت نشرت له روايات أخرى، منها: أفكار غير محدودة.
يعلن أنه يكتب من الجوهر، دون أن يخطط للرواية. يحب أن يفاجئ نفسه، رغم أنه يضيف: في قلب الأدب توجد الحبكة. عندما لا تكون هناك حبكة، في رأيي، فهي ليست أدبًا بل تمرينًا أكاديميًا آخر ".
كتبه هي الأكثر مبيعًا، وقرائه من طبقات اجتماعية متنوعة. تم تغذية أسلوبه من خلال كنوز اللغة العبرية وثروة اللغة العربية. قد يقول الكثيرون إن سامي ميخائيل هو الذي أحدث ثورة التعددية في الأدب الإسرائيلي من حيث أن أبطاله هم دائمًا «الآخر»، ويركزون بشكل أساسي على العرب والنساء واللاجئين والمهاجرين. يقول سامي ميخائيل: «لقد منحتني تجربة الحياة مجموعة كاملة من الشخصيات». ميخائيل:
تستكشف رواياته مجموعة واسعة من العلاقات المتشابكة - الاجتماعية والعرقية والسياسية - بين اليهود والعرب والمسلمين والمسيحيين والقوميين والشيوعيين والعراق وإسرائيل، والتي يمكن مقارنتها أحيانًا بالهويات السياسية المتعددة داخل سامي ميخائيل نفسه. «يبدو الأمر كما لو أنني أشعر أحيانًا أنني شخصان. احدهما عربي عراقي والاخر يهودي إسرائيلي».
تتميز كتابات سامي ميخائيل بروح الدعابة والسخرية المؤلمة والتعاطف والتسامح. أسلوبه نظيف ومباشر وخالٍ من الرموز، ولكن مع تعبير بارز. كل قصة تنضح بالأصالة والمشاركة الشخصية. كتاباته غنية بالصور. بواقعية لاذعة، يكشف عن ضعف وفضيلة الإنسان، ولكن دائمًا بغيرة لشرف وحرية وشفقة.
يصف في مؤلفاته الصراع العربي اليهودي على عمق أبعاده القومية والنفسية والاجتماعية. إن التوق إلى العدالة الاجتماعية والمساواة بين الشعوب والمجتمعات والجنس هو الدافع الرئيسي في كتابات سامي ميخائيل التي تحطم الصور النمطية والأحكام المسبقة. كان ميخائيل أول مؤلف عبري جعل من العربي بطل الرواية في قصصه ولم يكن يشير إليه بغطرسة ولا بالمثالية. أسلوبه في الكتابة يحلب كنوز اللغة العبرية وثروة اللغة العربية. في كل كتاباته قدسية الحياة هي الأسمى. تُرجمت كتب ميخائيل إلى العديد من اللغات واستُخدمت ككتب مدرسية في الجامعات والمدارس في إسرائيل وخارجها.

## الجوائز والاستشهادات
- 1976 (و 1990) - جائزة زئيف
- 1978- جائزة كوغل للأدب من بلدية حولون
- 1981 - جائزة رئيس الوزراء للأعمال الأدبية العبرية
- 1981 - جائزة بتاح تكفا للأدب التشكيلي
- 1990 - جائزة الاسطوانة وزارة التربية والتعليم والثقافة وصندوق الثقافة أمريكا إسرائيل، عمانوت لام
- 1992 - جائزة هانز كريستيان أندرسن - المجلس الدولي لكتب الشبان (IBBY)، برلين
- 1993 - اختيرت فيكتوريا كأفضل رواية العام في الإذاعة الإسرائيلية، كول إسرائيل
- 1993 - جائزة أم عوفيد لفيكتوريا
- 1993 - جائزة ACUM لفيكتوريا (1993)
- 1993 - جائزة Wizo عن فيكتوريا (باريس)
- 1994 - جائزة الأدب الإسرائيلي (من وزارة التربية والتعليم والعلوم والفنون)
- 1996 - جائزة الشرف (برلين)
- 1998 - جائزة الروتاري الدولية
- 1999 - جائزة جوزيف أفيليا
- 2001 - الجائزة الخاصة المقدمة من جمعية التنمية الدولية (SID)، التي تروج لها الأمم المتحدة والجمعية الإيطالية لتعزيز السلام في الشرق الأوسط (AISI)، إيطاليا
- 2002 - منحت مفتاح المدينة، حيفا
- 2004 - جائزة برينر
- 2005 - جائزة الرئيس والجامعة العبرية
- 2005 - تكريم مركز بيت هاجفين العربي اليهودي
- 2007 - جائزة Wizo (إيطاليا)
- 2007 - جائزة EMET للفنون والعلوم والثقافة
- 2008 - جائزة جلبوع للتسامح والتعايش
- 2012 - جائزة ACUM Lifetime Achievement للأدب - «تُمنح الجائزة لمسيرة طويلة في الكتابة امتدت لسنوات عديدة. لقد أثرى سامي مايكل الأدب العبري في أعماله الفريدة والرائدة التي كان تأثيرها أوسع بكثير من الأدب فقط.»
- 2012 - اوميتز للديكور
- 2018 - جائزة عجنون
- 2018 - جائزة شولاميت ألوني لإنجاز العمر[29]

### الدكتوراة الفخرية
الجامعة العبرية (1995) «كاتب متميز من الجيل الذي شهد السنوات الأولى لقيام دولة إسرائيل، يلقي سامي ميخائيل الضوء على جوانب الحياة التي نادرًا ما تظهر في الأدب الإسرائيلي ويمكّن عمله باستخدام فن الحياة الواقعية الذي يزيل أساطير عفا عليها الزمن وأشكال مبتذلة للوصف».
جامعة بن غوريون في النقب (2000): «في كتبه، يصور البشر كما هم - بنقاط ضعفهم وفضائلهم - بواقعية باردة وأحيانًا قاسية تقريبًا، ولكن دائمًا بالتعاطف مع البشرية.»
جامعة تل أبيب (2002): «لمساهمته الكبيرة في الثقافة الإسرائيلية كصوت أدبي فريد وناقد اجتماعي سياسي. دوره في إعادة تعريف التجربة الإسرائيلية من خلال توسيع نطاقها وإدخال مواضيع لم يتم ذكرها سابقاً. عمله الرائد ككاتب احتجاجي عبر عن التمييز الذي يشعر به كل من المهاجرين الجدد وعرب إسرائيل؛ دوره كشخصية رائدة في الأدب العبري المعاصر».
جامعة حيفا (2009): «تقديراً لمساهمته الأدبية الغزيرة التي تعكس الوجوه العديدة للمجتمع الإسرائيلي باحترام للبشرية وحريتها. نشاط سامي ميخائيل العام الذي يعبر باستمرار عن التزامه العميق بالسلام والعدالة وحقوق المدنيين؛ ومساهمته في تعزيز التفاهم المتبادل بين مختلف الطوائف وبين اليهود والعرب».
مرتبة الشرف من كلية الدراسات الأكاديمية الإدارية (2008): «لمساهمته في الأدب ولأنشطته في مجال حقوق الإنسان».
شهادة فخرية من بيت بيرل - المعهد الأكاديمي متعدد التخصصات (2012): «لمساهمته العظيمة في الأدب العبري؛ لتشكيل المشهد الثقافي للمجتمع الإسرائيلي من خلال كتاباته وطريقة تفكيره وأنشطته العامة؛ لتعزيز حقوق الإنسان والأقليات في إسرائيل من أجل رعاية التعايش بين اليهود والعرب وتشجيع قيم المساواة والعدالة للجميع».

## النظرة والأنشطة الاجتماعية والسياسية
يشتهر سامي ميخائيل بالتزامه العميق بالسلام والعدالة وحقوق الإنسان. هو عضو في مجلس إدارة المجالس المختلفة. سامي ميخائيل هو يساري حقيقي، اجتماعيًا وسياسيًا. أثناء وجوده في بغداد، كان على دراية بالفجوات الاجتماعية في المجتمع، ومنذ صغره كان ناشطًا في النضال من أجل المساواة وحقوق الإنسان. في إسرائيل لم يتوقف عن العمل من أجل حقوق الإنسان.
كان سامي ميخائيل من بين مجموعة من قادة الحركة الشيوعية السرية في العراق. في هذا الوقت لم يكن هناك أي مادة مكتوبة عن الشيوعية باللغة العربية، مما يعني أنه كان عليهم ترجمة كل شيء من الإنجليزية. خلال فترة وجوده في إيران، انضم سامي ميخائيل إلى حزب توده، الحزب الشيوعي الإيراني. بمجرد وصوله إلى إسرائيل، انضم إلى الحزب الشيوعي الإسرائيلي. كان قياديًا شابًا وعمل في هيئة تحرير جريدة الاتحاد والجديد (صحيفتا الحزب الشيوعي اللتان تصدران باللغة العربية) حيث عمل كمحرر لمدة أربع سنوات. في الوقت نفسه، كان لديه عمود أسبوعي كتب فيه قصصًا ومقالات باسم مستعار «سمير مارد». في عام 1955، قبل وقت قصير من خيبة الأمل الجماهيرية من ستالين، أنهى ارتباطه بالحزب الشيوعي، واختتم عمله في الصحيفتين: «... لأنهم انتهكوا جميع مُثُلِي العليا. أنا اليوم ماركسي». قال سامي ميخائيل: «كانت الشيوعية وهمًا جميلًا؛ على الرغم من خيبة الأمل، سأؤمن دائمًا بالروح البشرية والعدالة». كتب سامي ميخائيل في أفكار غير محدودة «انضممت إلى الشيوعية كيهودي وتركت الشيوعية كيهودي».
منذ مغادرته الحزب الشيوعي اختار سامي ميخائيل عدم الانتماء إلى أي منظمة سياسية «من أجل الحفاظ على استقلاليته المفاهيمية كمثقف». لم يقل سامي ميخائيل مرة واحدة: «أنا حزب رجل واحد.»
كان سامي ميخائيل من بين الأوائل في إسرائيل (في الخمسينيات) الذين دعوا إلى التعايش بين اليهود والعرب، حيث وقع على أول عريضة لفنانين وشخصيات عامة تطالب بإقامة دولة فلسطينية.
يعارض ميخائيل أسلوب حزب الماباي في وصف اليهود الشرقيين بأنهم «شعب واحد» ويمحو تاريخهم الفردي والفريد كمجتمعات منفصلة؛ إنه يتساءل لماذا لم يتم تصنيف الفلاحين الشرقيين الحقيقيين في زمانه والذين كانوا الفلاحين اليهود من أوروبا الشرقية من القرى بـ «المزراحي» في إسرائيل بينما يناسبهم أكثر من اليهود الشرقيين الذين تم تصنيفهم على هذا النحو. سامي ميخائيل هو أيضا ضد إدراج الجاليات اليهودية الشرقية الذين لا ينحدرون من اليهود السفارديون، كما بلده اليهود العراقيين، من قبل السياسيين الإسرائيليين، ووصفه بأنه «غير دقيق تاريخيا». ويذكر أيضًا أن عمله كمؤلف يُشار إليه دائمًا على أنه «عرقي» بينما عمل اليهود الأوروبيين، حتى لو كان تاريخيًا في الموضوع، ليس ذاك العنصرية الكبيرة.
تمت دعوة سامي ميخائيل لإلقاء محاضرات في القاهرة مباشرة بعد توقيع اتفاقية السلام بين إسرائيل ومصر. خلال الانتفاضة الفلسطينية الأولى، كان ضمن وفد من المثقفين الذين اخترقوا حواجز الجيش الإسرائيلي التي حاصرت الخليل. في عام 1994، تمت دعوة سامي ميخائيل مع المؤلف الفلسطيني إميل حبيبي إلى تونس (في وقت لم يكن بإمكان الإسرائيليين السفر إلى هناك) برعاية اليونسكو ووزارة الثقافة التونسية لحضور مؤتمر في قرطاج حول الأدب العربي.
يُعرف سامي ميخائيل بأنه ناشط سلام. «هناك العديد من التعريفات للحرب في دول مختلفة. حسب تجربتي، أجد أن الحرب نوع من المرض يضر بالجسد والروح ويشوه صور الناس بشكل رهيب. أنا نفسي نتاج ثقافتين (عربية ويهودية)، وحتى يومنا هذا لا أفهم القوة التدميرية التي جلبت الثقافتين إلى المواجهات والموت. يوجد الكثير من الجمال والحكمة في الثقافتين. من السهل جدًا أن تكون ذكيًا وتعطي النصائح من بعيد، ومن الصعب جدًا أن تكون حكيمًا وعاقلًا من داخل النيران.»
أسس ميخائيل مع نشطاء حركة ضد مئير كاهانا (مدافع يهودي عن إبعاد العرب عن إسرائيل، يُدعى «ترانسفير») في معلوت، حيث عاش لمدة 10 سنوات (1982-1992)
كان سامي ميخائيل شريكًا في النضال ضد طرد سكان كهوف جبل الخليل في جنوب فلسطين: "تأسست دولة إسرائيل بفضل الاعتراف الدولي الذي مُنح بعد المحرقة والترحيل، والذي ينص على حق الشعب اليهودي في إقامة مواطنه. الوطن، حيث سيجد اليهودي المتجول واللاجئ موطنًا آمنًا وآمنًا. سيكون هذا شرًا إذا أردنا طرد سكان الكهوف، فقط لأنهم لا يملكون أي دفاع أو منقذ. إن طرد هؤلاء البؤساء يقوض حقنا الأخلاقي في الجلوس كرجال ونساء أحرار في بيوتنا الآمنة في تل أبيب والقدس وحيفا. هناك إرهاب شخصي مقيت، لكن استخدام القوة العسكرية لطرد المواطنين من أكواخهم ومن كهوفهم لا يقل بشاعة. حدث في تسافتا تل أبيب، 2002
في عام 2007، أنشأ سامي ميخائيل بالاشتراك مع ديفيد ساسون منتدى مبادرة السلام مع سوريا. وضم المنتدى مفكرين وأكاديميين ورجال أعمال مثل يعقوب بيري وأمنون ليبيكين شاحاك وألون ليل. مقتطف من الإعلان الذي كتبه سامي ميخائيل: «تنازلنا عن سيناء وبالمقابل حصلنا على السلام مع مصر. ندعو حكومة إسرائيل، أولئك المسؤولين بيننا عن تصميم السياسة، إلى الاستماع إلى الأصوات التي تجعل نفسها مسموعة من دمشق. السلام مع سوريا يعني السلام مع المنطقة التي نعيش فيها. إن ثمن السلام أرخص بكثير من الثمن المرير والمدمّر للحرب».
كتب على نطاق واسع في الشؤون الاجتماعية والسياسية للصحف العربية والعبرية وأحيانًا للصحف الأجنبية. كما انعكس موقفه من التنميط والتحيز والعنصرية في رواياته. حتى في روايته الأولى، كل الرجال متساوون - لكن البعض أكثر (1974)، يكتب عن هذه التحيزات داخل المجتمع اليهودي في إسرائيل. كانت الرواية مؤثرة بالنسبة للجيل الثاني من المهاجرين الذين رأوا سامي ميخائيل كزعيم روحي. أصبح اسم الكتاب مقولة مشهورة.
حول الفجوة الاجتماعية والاقتصادية الآخذة في الاتساع في إسرائيل، قال سامي سامي ميخائيل،
عندما صدر التقرير السنوي لجمعية حقوق المواطن في اليوم العالمي لحقوق الإنسان، 10 كانون الأول (ديسمبر) 2007، أشارت إلى:
عن «المهاجر» و«الأجنبي»:
لسنوات عديدة، كان سامي ميخائيل متطوعًا في منظمة ERAN - وهي خط ساخن للأزمة العاطفية / العقلية - توفر خدمة الإسعافات الأولية العاطفية الوحيدة في إسرائيل خطًا ساخنًا سريًا على مدار 24 ساعة، سبعة أيام في الأسبوع، 365 يومًا في السنة. يقدم سامي ميخائيل محاضرات طوعية في السجون للسجناء من اليهود والعرب.
في عام 1987، عينت محكمة العدل العليا الإسرائيلية سامي ميخائيل كمحكم للبت في مسألة التعليم والتعددية الثقافية. تم تغطية الموضوع على نطاق واسع في الصحافة وكان قراره سابقة في إسرائيل لا تزال قائمة.
سامي ميخائيل هو رئيس مجلس AHI، مجلس الفنانين المولودين في العراق لتشجيع البحث والأدب والفن في إسرائيل (رامات غان).
في أوائل التسعينيات، كان عضوًا في هيئة تحرير المجلة اليهودية الفصلية، المنشورة في لندن.
في عام 1998، تم انتخابه رئيسًا لجمعية التضامن بين شعب إسرائيل وشعب العراق، وهي جمعية غير ربحية أسسها شخصيات عامة بارزة من الدوائر الثقافية والأكاديمية والفكرية في المجتمع الإسرائيلي. المجموعة، التي تجذب الكثير من الاهتمام في إسرائيل والعالم العربي وأماكن أخرى، تشدد على أنه يجب التمييز بشكل واضح بين النظام العراقي القمعي والشعب العراقي، الذي تحمل بشكل غير مبرر العواقب المروعة للصراع المستمر في المنطقة. ومع ذلك، رفض مسجل وزارة الداخلية طلب المجموعة بالتسجيل كمنظمة رسمية غير هادفة للربح، مدعيا أن القانون الإسرائيلي يحظر "الاتصال بـ" الدول المعادية ". في أبريل 2003، أعاد المؤسسون تأسيس الجمعية. أعيد انتخاب سامي ميخائيل كرئيس لها. في نفس العام الذي أعقب سقوط نظام صدام حسين، تمت دعوة سامي ميخائيل للانضمام إلى مجموعة مؤلفي الدستور العراقي الجديد. ولأنه لم يقيم في العراق ولم يكن موجودًا منذ سنوات عديدة، فقد شعر أن ذلك لن يكون صحيحًا. ومع ذلك، كان لديه طلب واحد وهو إدراج بند واحد مهم: الدفاع عن الأقليات.
سامي ميخائيل لديه علاقات وثيقة مع العديد من العراقيين، سواء في العراق أو في جميع أنحاء العالم. تدور أحداث روايته عايدة (2008) في العراق في أيام صدام حسين. أرسل له أصدقاء من العراق صورًا حديثة للبلاد حتى يتمكن سامي ميخائيل من رؤية عراق اليوم. وكتب عن ذلك في إقرارات الرواية: «لن أنسى أهل الخير الذين قدموا لي مساعدتهم التي كانت لا تقدر بثمن، لكنني لا أستطيع ذكر أسمائهم لأنها قد تعرضهم للخطر، ومن بينهم أساتذة الجامعات ورجال الأعمال، والنساء والصحفيين الذين خاطروا بحريتهم في المساعدة، وحيث تم القبض على أحدهم بالفعل بسبب هذه المهمة الأدبية».

## في الدين والعلمانية واليهودية
يعرّف سامي سامي ميخائيل نفسه أولاً على أنه يهودي وثانيًا على أنه إسرائيلي. ينحدر من عائلة يهودية علمانية في بغداد. واضاف «في الجالية اليهودية في العراق كنا نعيش في وئام شبه مطلق بين المتدينين والعلمانيين. في إسرائيل أطالب المتدينين باحترام علمانيتي. لدي تصريح شخصي للتحدث مع إلهي الشخصي. لهذا لست بحاجة إلى الحاخامية». – أفكار غير محدودة
كتب ميخائيل عن اليهودية: "إن الديانة اليهودية تشبه إلى حد ما عهدًا بين الشعب والعدالة الإلهية، وتشكل في الوقت نفسه معاهدة أخوة وتضامن بين الناس. لقد سلكت اليهودية مسارا خطيرا مع الجيل الأخير في إسرائيل). من داخلها نشأت قيادة قومية لا تنتهي وتسعى جاهدة بلا كلل لتجنيد الدين لأهداف سياسية واضحة. هذه القيادة تخطط لتدمير الجانب الإنساني والروحي للدين واستخدامه كسلاح حرب. وللأسف فإن هذا الاتجاه آخذ في الازدياد. في هذه الأوقات، اليهودية، كدين، في حاجة ماسة إلى الخلاص. لطالما اعتقدت أن اليهودية هي دين الرحمة والإحسان والتقدم والحرية. اليهودية هي دين يقف فيه الإنسان فوق كل شيء ككيان مقدس ومتفوق. الحياة، كل الحياة، أسمى، حتى فوق الأعمال الصالحة والواجبات الدينية. إذا كان للحرية معنى، فإن مجرد محاولات تحرير اليهودية من قيودها ستشبه بمعجزة.
"إن الزواج بين السياسة والدين هو أكثر أنواع الزواج تدميراً، سواء من الدولة أو بالدين. أدى هذا الزواج إلى إفساد الدين اليهودي في إسرائيل. يمكنك أن ترى، على سبيل المثال، حاخامًا يتجول بمسدس أو عوزي، وفي رأيه، له الحق في القتل دون أي حكم أو قاضي، مثل الحاخام موشيه ليفينغر. اليهودية في الأصل هي دين الحياة، ولكن هنا في إسرائيل تشكلت نخبة من الرجال ذوي البدلة السوداء. لم يكن الدين اليهودي من كل جيل متورطًا في الحكومة ومكائدها. الانضمام إلى الائتلاف منذ بداية قيام الدولة وحتى اليوم دمر المؤسسة الدينية.
المزيد:
"إذا قمت بتعريف العلمانية وفقًا لمستوى نضالك ضد رموز الدين، فإنك تصبح متدينًا. أنا لا أعرّف علمانيتي بأبعاد معادية للدين. أنا لست مناهضًا للدين مثل" العلماني الأرثوذكسي "في إسرائيل الذي لا يفعل ذلك. طرح الأسئلة ومن بقي للتو مع بركة ضحلة من مناهضة التدين والتي يغرق فيها. أعلى درجة من العلمانية هي عندما يصبح الشخص متشككًا. فالعلماني الحقيقي لديه حوار يومي بينه وبين نفسه مع أسئلة حول الخلق، علاقته بمحيطه، وعلاقته بينه وبين الآخرين بشكل عام. –أفكار غير محدودة

## أعماله

### خيالية
- جميع الرجال متساوون - لكن بعضهم أكثر (بالعبرية: شافيم وشافيم يوتر)، رواية، 1974
- العاصفة بين النخيل، بالعبرية: صوفا بن هاكاليم، رواية، 1975
- ملجأ (بالعبرية: حسوت) رواية، 1977
- حفنة من الضباب (بالعبرية: هوفن شيل أرفيل) رواية 1979
- أكواخ وأحلام القصدير (بالعبرية: باهونيم وهالوموت)، رواية، 1979
- بوق في الوادي (بالعبرية: حتسوتسره بوادي)، رواية، 1987،(ردمك 965-13-0455-3)
- الحب بين النخيل (بالعبرية: أهافا بن هادكاليم)، رواية، 1990،(ردمك 965-07-0084-6)
- فيكتوريا، رواية، 1993،(ردمك 965-13-0867-2)
- الشياطين البنيون (بالعبرية: شيديم خميم)، رواية، 1993،(ردمك 965-448-022-0)
- اليوم الأول في إسرائيل في حيفا قصة قصيرة 1997
- الجناح الثالث (بالعبرية: هكناف هاشليشيت)، رواية، 2000،(ردمك 965-07-0901-0)
- ماء يعانق الماء (بالعبرية: مايم نوشكيم لي مايم)، رواية، 2001،(ردمك 965-13-1516-4)
- نبيلة (بالعبرية: يونيم بالطرفالغار)، رواية 2005، تكملة / حوار لرواية العودة إلى حيفا لغسان كنفاني،(ردمك 965-13-1761-2)
- عايدة، رواية، 2008
- ABC الذهاب إلى البحر (بالعبرية: Otiyot Holchot La-yam)، كتاب الأطفال، 2009،(ردمك 978-965-517-456-4)
- رحلة البجع (بالعبرية: Maof Ha-Barboorim)، رواية، 2011،(ردمك 978-965-517-998-9).
- لعبة الكريكيت الصغيرة تغني تحت المطر (بالعبرية: Tzirtzaron Shar Gam Ba-Horef) كتاب الأطفال، 2012،(ردمك 978-965-552-345-4)
- الماس من البرية (بالعبرية: ياهالوم مين ها يشيمون)، رواية، 2015،(ردمك 978-965-552-985-2)

### غير خيالية
- إليح شيفتي يسرائيل: شتييم إسره شيخوت الحيلة الشيعة ه-عدت (هذه هي قبائل إسرائيل: اثنا عشر محادثة حول مسألة المجتمعات [الإثنية])، 1984
- Gvulot ha-Ruakh: Sikhot im Ruvik Rozental (أفكار غير محدودة: محادثات روفيك روزنتال مع سامي سامي ميخائيل)، 2000،(ردمك 965-02-0138-6)
- هاكفاياه يسرائيلت (التجربة الإسرائيلية)، 2001

### مسرحيات
- شياطين في القبو 1983- مسرح حيفا
- توأمان، 1988 - مسرح حيفا
- هو، 1999- تسافتا تل أبيب

### أعمال ترجمت من قبل سامي ميخائيل
تولى سامي ميخائيل مهمتين كبيرتين من الترجمة من العربية، لغته الأم إلى العبرية، لغته الثانية؛ أولها ثلاثية للحائز على جائزة نوبل المصري نجيب محفوظ، روايته الثلاثية: ممشى المقصر (العنوان الأصلي باللغة العربية: بين القصرين، 1956)، قصر الرغبة (قصر الشوق، 1957)، شارع السكر (السكرية). 1957) كانت هذه الترجمة العبرية أول ترجمة للثلاثية. إنه جزء من المنهج الأكاديمي في إسرائيل.
في مقابلة مع الإمام الشايم، مخرج الفيلم توفيق صلاح، وهو صديق مقرب لنجيب محفوظ، تحدث عن علاقته الحميمة بين نجيب محفوظ وثلاث شخصيات إسرائيلية: باحثان والمؤلف سامي ميخائيل:
وخلال زيارة إلى منزل محفوظ، البروفيسور لاحظ ساسون سومخ الترجمة العبرية للثلاثية على منضدة بجانب مكتب كتابته. قال له محفوظ: «إن رمزية هذه الترجمة تضفي عليها قيمة خاصة».
أما الترجمة الثانية فكانت لأشعار «شاعرات» العرب العظماء وشعراء غنائيين مثل فريد الأطرش ومحمد عبد الوهاب والأمير عبد الله الفيصل. كان من أجل مسلسل تلفزيوني مكون من 45 جزء، قدمه مطربون عرب مشهورون مثل أم كلثوم وفيروز.

## أقوال سامي ميخائيل
«الهجرة شكل من أشكال الموت. المهاجر هو إنسان ينتحر على أمل أن يعود للحياة في واقع أفضل». أفكار غير محدودة
«الثقافة هي أول من يغمى عليه في الحروب». رحلة البجع
«هناك تعريفات عديدة للحرب في ثقافات مختلفة. أجد أن الحرب هي نوع من الطاعون يمكن دائما منع اندلاعه». رحلة البجع
«هناك كلمات تؤلم عندما تُقال، وهناك كلمات تجرح أكثر عندما لا تُقال». رحلة البجع
«الأدب الكوني لا يحتاج إلى جواز سفر أو تأشيرة من هذا الحاكم أو ذاك. يعبر الحدود، ومثل الماء يمر من فوق وتحت، ومن أحشاء الأرض يحمل على أجنحة الريح».
«إن أغلى وطن ملموس هو ربما المرأة التي تحبها». عايدة
سأغادر العراق إلى الأبد. لبقية حياتي. حتى يوم وفاتي لن أرى نهر دجلة. سأقف في شارع غريب، في مدينة غريبة، وسأصرخ ولكن لن يسمعني أحد... ولا أعرف كيف يختلف هذا عن الموت ". حفنة من الضباب
«الأدب هو الكتاب المقدس للعلمانيين، وهو الكتاب المقدس الذي تمت كتابته وإعادة كتابته بأشكال متنوعة جميلة ومتنوعة. دفن تحت الغطاء الجذاب رسالة إنسانية اجتماعية لا تقل عن أي دين آخر». أفكار غير محدودة.